# Alejandro Pósito
Alejandro Jesús Pósito Olazábal (Batangrande, Perú, 5 de septiembre de 2005) es un futbolista peruano que juega como defensa en el Sporting Cristal de la Liga 1 de Perú.

## Carrera
Tras pasar por el equipo sub-20 y luego el equipo reserva, hizo su debut profesional con el primer equipo el 12 de marzo de 2023 en el abultado empate por 4-4 ante el Deportivo Garcilaso en la octava jornada de la Liga 1. El 1 de enero de 2024 fue promovido al primer plantel del Sporting Cristal.
El 16 de agosto de 2025 marcó su primer gol con los rimenses en la victoria por 3-1 de visitante frente a Deportivo Binacional.

## Carrera internacional
Ha representado a la selección peruana en las categorías sub-20 y sub-23.

## Vida personal
Alejandro es hermano del delantero Janio Pósito.